# Cross-integraalhelm

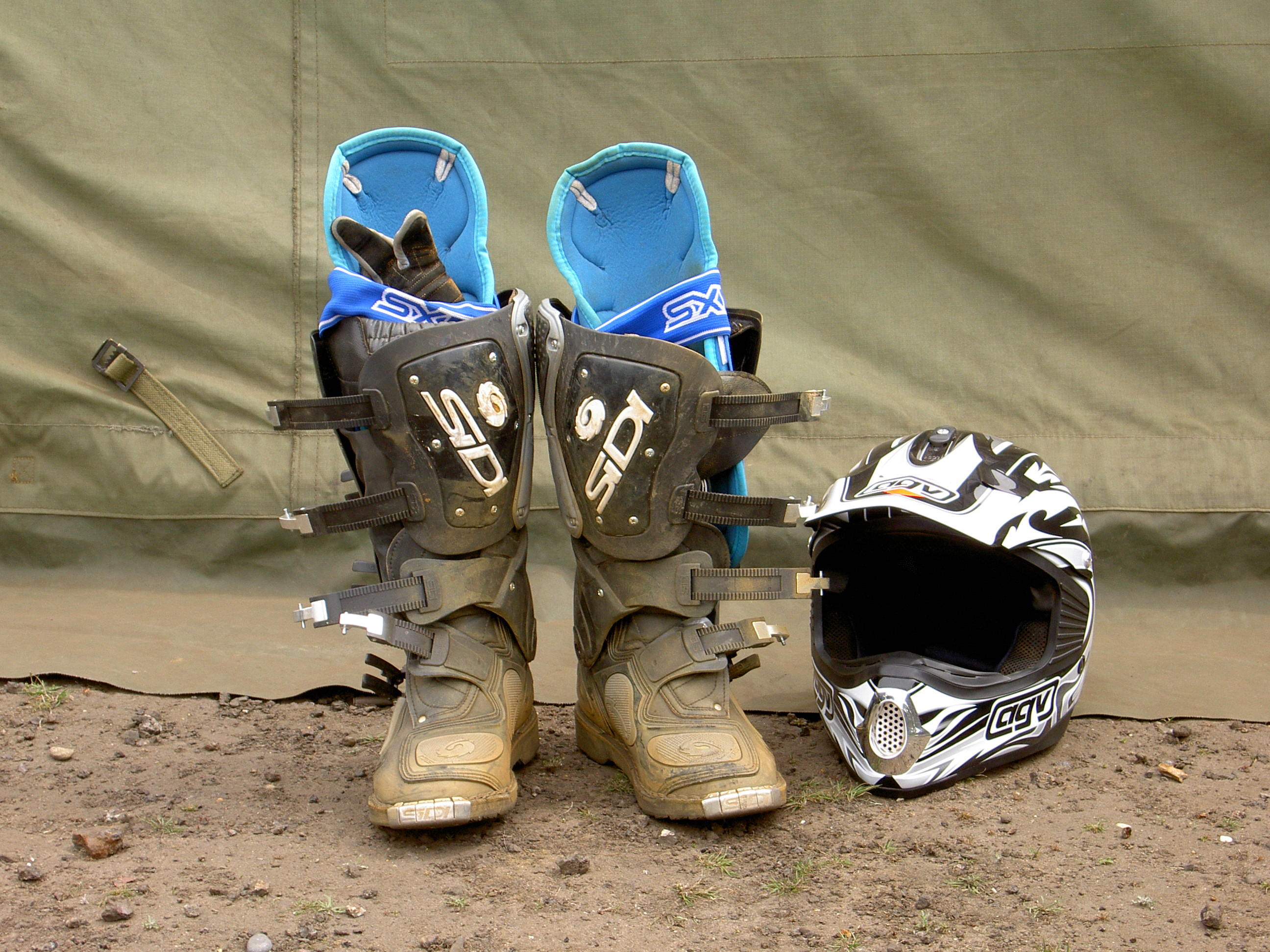
Een deel van de uitrusting van een endurorijder: kniebeschermers, crosslaarzen en cross-integraalhelm

Een Cross-integraalhelm is een helm met vast kinstuk, zoals een integraalhelm, maar zonder vizier. 
De opening is groot genoeg om een crossbril te plaatsen. De cross-integraal werd in de jaren tachtig populair bij terreinrijders omdat hij meer bescherming bood dan de jethelm. 
Een normale integraalhelm is voor intensieve motorsporten als motorcross en enduro niet geschikt omdat de coureur er te weinig lucht (zuurstof) in krijgt. Vroeger werd er dan ook gereden met een jethelm met een crossbril. Hierdoor ontstond weleens letsel aan de kin door steenslag. Daarom werd in latere jaren de Face Guard ontwikkeld.